# RKSV Volendam in het seizoen 1965/66
Het seizoen 1965/1966 was het 11e jaar in het bestaan van de Volendamse betaaldvoetbalclub Volendam. De club kwam uit in de Eerste divisie en eindigde daarin op de zevende plaats. Tevens deed de club mee aan het toernooi om de KNVB Beker, hierin werd het team in de groepsfase uitgeschakeld.

## Wedstrijdstatistieken

### Eerste divisie
|       | Alkmaar '54 | Blauw-Wit | SC Cambuur | DHC   | Eindhoven | Holland Sport | NAC   | N.E.C. | RBC   | Sittardia | Velox | De Volewijckers | VVV   | Xerxes |
| ----- | ----------- | --------- | ---------- | ----- | --------- | ------------- | ----- | ------ | ----- | --------- | ----- | --------------- | ----- | ------ |
| Thuis | 4 – 2       | 6 – 0     | 4 – 1      | 3 – 2 | 1 – 1     | 0 – 1         | 4 – 1 | 2 – 1  | 2 – 3 | 1 – 9     | 1 – 0 | 0 – 2           | 3 – 1 | 2 – 1  |
| Uit   | 3 – 0       | 1 – 1     | 0 – 1      | 2 – 1 | 0 – 6     | 1 – 2         | 1 – 1 | 1 – 0  | 6 – 2 | 1 – 2     | 1 – 1 | 0 – 2           | 2 – 2 | 6 – 1  |

### KNVB Beker
| Groepsfase                                    | Volendam                                                    | 6 – 1 (2 – 0) | Alkmaar '54                                        |
| 19 september 1965 Plaats: Volendam Julianaweg | Dick Tol 12', 20' Dick Bond 52', 81' Gerrie Mühren 59', 62' |               | 69' Siem Tijm                                      |
| Groepsfase                                    | Telstar                                                     | 1 – 0 (1 – 0) | Volendam                                           |
| 7 november 1965 Plaats: Velsen Schoonenberg   | Fred Dikstaal 30'                                           |               |                                                    |
| Groepsfase                                    | RCH                                                         | 0 – 4 (0 – 1) | Volendam                                           |
| 2 januari 1966 Plaats: Volendam Julianaweg    |                                                             |               | 20}] Albert Tuijp 48', 75' Dick Tol 60' Johan Pelk |

## Statistieken Volendam 1965/1966

### Eindstand Volendam in de Nederlandse Eerste divisie 1965 / 1966
| Stand | Gespeeld | Gewonnen | Gelijk | Verloren | Punten | Doelpunten voor | Doelpunten tegen |
| ----- | -------- | -------- | ------ | -------- | ------ | --------------- | ---------------- |
| 7e    | 28       | 14       | 5      | 9        | 33     | 55              | 50               |

### Topscorers
| #                 | Naam            | Goal |
| ----------------- | --------------- | ---- |
| 1.                | Dick Bond       | 16   |
| 1.                | Dick Tol        | 16   |
| 3.                | Johan Pelk      | 9    |
| 4.                | Gerrie Mühren   | 6    |
| 5.                | Dick Sier       | 3    |
| 6.                | Jannie Schilder | 2    |
| 7.                | Jaap Smit       | 1    |
| 7.                | Albert Tuijp    | 1    |
| Onbekend doelpunt |                 |      |
| –                 | Onbekend        | 1    |
| Totaal            | Totaal          | 55   |

| #      | Naam          | Goal |
| ------ | ------------- | ---- |
| 1.     | Dick Tol      | 4    |
| 2.     | Dick Bond     | 2    |
| 2.     | Gerrie Mühren | 2    |
| 4.     | Johan Pelk    | 1    |
| 4.     | Albert Tuijp  | 1    |
| Totaal | Totaal        | 10   |

## Voetnoten
Alkmaar '54 ·
Blauw-Wit ·
Cambuur ·
DHC ·
Eindhoven ·
Holland Sport ·
NAC ·
N.E.C. ·
RBC ·
Sittardia ·
Velox ·
Volendam ·
De Volewijckers ·
VVV ·
Xerxes